# Svenska Yllekoncernen

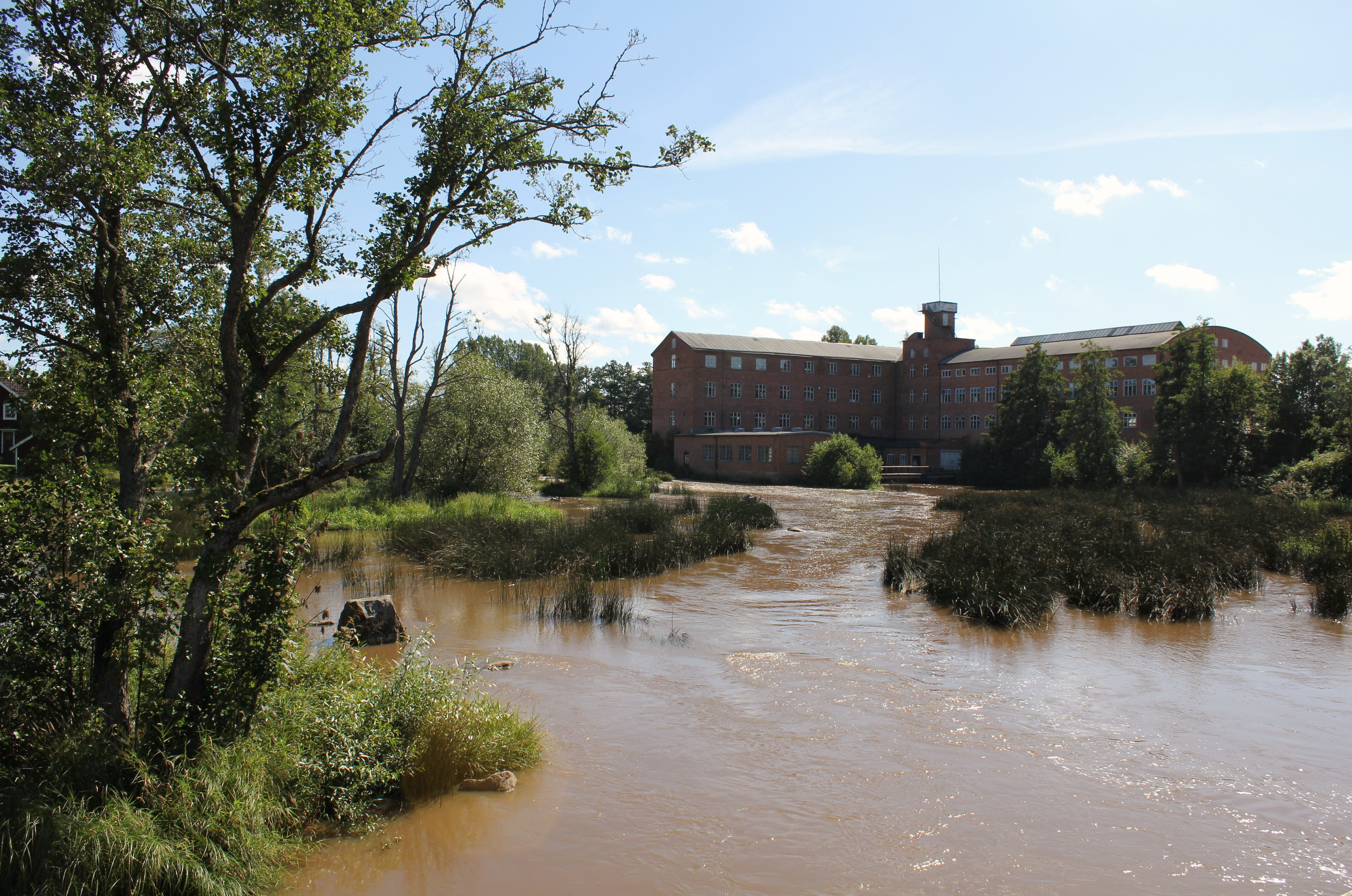
Svenska Yllekoncernen, Tidan

Svenska Yllekoncernen grundades 1911 i Vads socken under namnet Westergötlands Yllefabriks AB, ombildades 1930 till Svenska Yllekoncernen AB med huvudkontor  i Tidan. 

## Historia

### Tidan-fabriken och allmän historik
Bolaget grundades 1911 i Vads socken under namnet Westergötlands Yllefabriks AB, ombildades 1930 till Svenska Yllekoncernen AB med huvudkontor  i Tidan. I mitten på 1940-talet förlades huvudkontoret till Borås, men styrelsen hade fortsatt sitt säte i Vads socken, Tidan fram till slutet av 1950-talet.
Efter ombildandet 1930 var Svenska Yllekoncernen huvudintressent i bolagen Westergötlands Yllefabrik AB i Tidan, Borås Yllefabriksaktiebolag i Borås, Fors ullspinneri i Nyköping, Fors och Sahlströmska fabrikerna i Nyköping samt Stigen Yllefabrik AB i Färgelanda. Fullt införlivade i koncernen  var de 1948. 
I den ursprungliga fabriken i Tidan fanns ullspinneri, ylleväveri, färgeri och beredningsverk. Axel Ludvig Tidstrand (Sågmyra-kungen), JP Åhlen (grundaren av Åhléns) samt Carl Gustav Lundberg (systerson till Tidstrand) bildade det ursprungliga bolaget.
Carl Gustaf Lundberg blev 19 år gammal chef för Westergötlands Yllefabrik och senare även koncernchef för Svenska Yllekoncernen.
Svenska Yllekoncernens varor kom till stor del att säljas under varumärket Saxylle.
1964 sysselsätter koncernen 1300 personer, varav 215 vid fabriken i Tidan.
Våren 1966 avvecklas fabriken i Tidan.Samma år bildades det nya företaget Saxylle-Kilsund AB i Borås genom en sammanslagning av Svenska Yllekoncernen och Kilsunds AB.

### Övriga fabriker
Fors ullspinneri grundades 1873 vid Forsfallet i Nyköpingsån i Nyköping och blev en storindustri med närmare 400 anställda. Produktionen utgjordes i huvudsak av strump- och vävgarn, kläden, schalar och filtar. Fabriken lades ner på 1960-talet då verksamheten koncentrerades till Borås där Svenska Yllekoncernen AB hade sin huvudverksamhet.  
Fors och Sahlströmska fabrikerna Nyköping bildades 1929.
Borås Yllefabriks AB bildades 1913. 
Stigens AB bildades 1897. Verksamheten bestod av ullspinneri, ylleväveri, appreturverk, vadd- och shoddyverk och ångfärgeri vid Stigen, Färgelanda i Älvsborgs län.